# Pruche du Japon
Tsuga diversifolia
Espèce
Statut de conservation UICN

 LC  : Préoccupation mineure
Le pruche du Japon (Tsuga diversifolia) est une plantes à fleurs du genre Tsuga et de la famille des Pinaceae. C'est un arbre endémique du Japon.

## Répartition et habitat
Ce conifère est endémique au Japon, où on le trouve sur les îles de Honshu, Kyushu et Shikoku. Il vit dans les montagnes entre 700 et 2 000 m. Il pousse généralement sur des sols podzoliques. Le climat est frais avec des hivers froids et neigeux et des étés très pluvieux. Les précipitations vont de 1 000 mm à 2 000 mm par an.